# Oblik (Vrgada)
Koordinati:   43°50′21″N, 15°30′18″E
Oblik je majhen nenaseljen otoček v šibeniškem arhipelagu.
Otoček leži med Murvenjakom na jugu in Vrgado na severu, od katere je oddaljen okoli 1,8 km. Njegova površina meri 0,074 km². Dolžina obale je 1,02 km. Najvišji vrh je visok 26 mnm.